# Arthur Batut

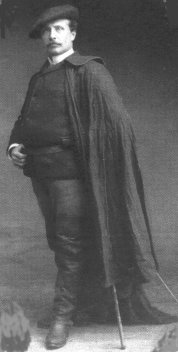
O fotógrafo Arthur Batut.

Arthur Batut (✰ Castres, 09 de fevereiro de 1846; ✝ Labruguière, 19 de janeiro de 1918) foi um fotógrafo francês pioneiro na fotografia aérea.